# 阿部隆明
阿部 隆明（あべ たかあき）は、日本の医学者、精神科医。専門は精神病理学。自治医科大学医学部教授。医学博士（自治医科大学・1990年）。
日本独自の臨床疾患単位である未熟型うつ病の研究を行った。

## 来歴
- 1981年 - 自治医科大学医学部卒業。同年青森県立中央病院勤務
- 1990年 - 自治医科大学大学院博士課程（精神医学）修了。医学博士
- 1992年 - 自治医科大学精神医学教室助手
- 1993年 - 自治医科大学精神医学教室講師
- 2006年 - 自治医科大学とちぎ子ども医療センター子どもの心の診療科助教授（科長）
- 2008年 - 自治医科大学とちぎ子ども医療センター子どもの心の診療科教授（科長）[1][2]。

## 学会
- 日本精神神経学会評議員
- 日本精神病理学会評議員
- 日本サイコセラピー学会理事[2]

## 著書
- 『未熟型うつ病と双極スペクトラム ―気分障害の包括的理解に向けて』金剛出版、2011年4月。ISBN 9784772411899。

## 論文
- 「「妄想型うつ病」の精神病理学的検討 —うつ病妄想の成立条件・病前性格との関連」『精神神経学雑誌』第92巻第7号、1990年。

## 関連人物
- 加藤敏